# Albert Robert Valentien

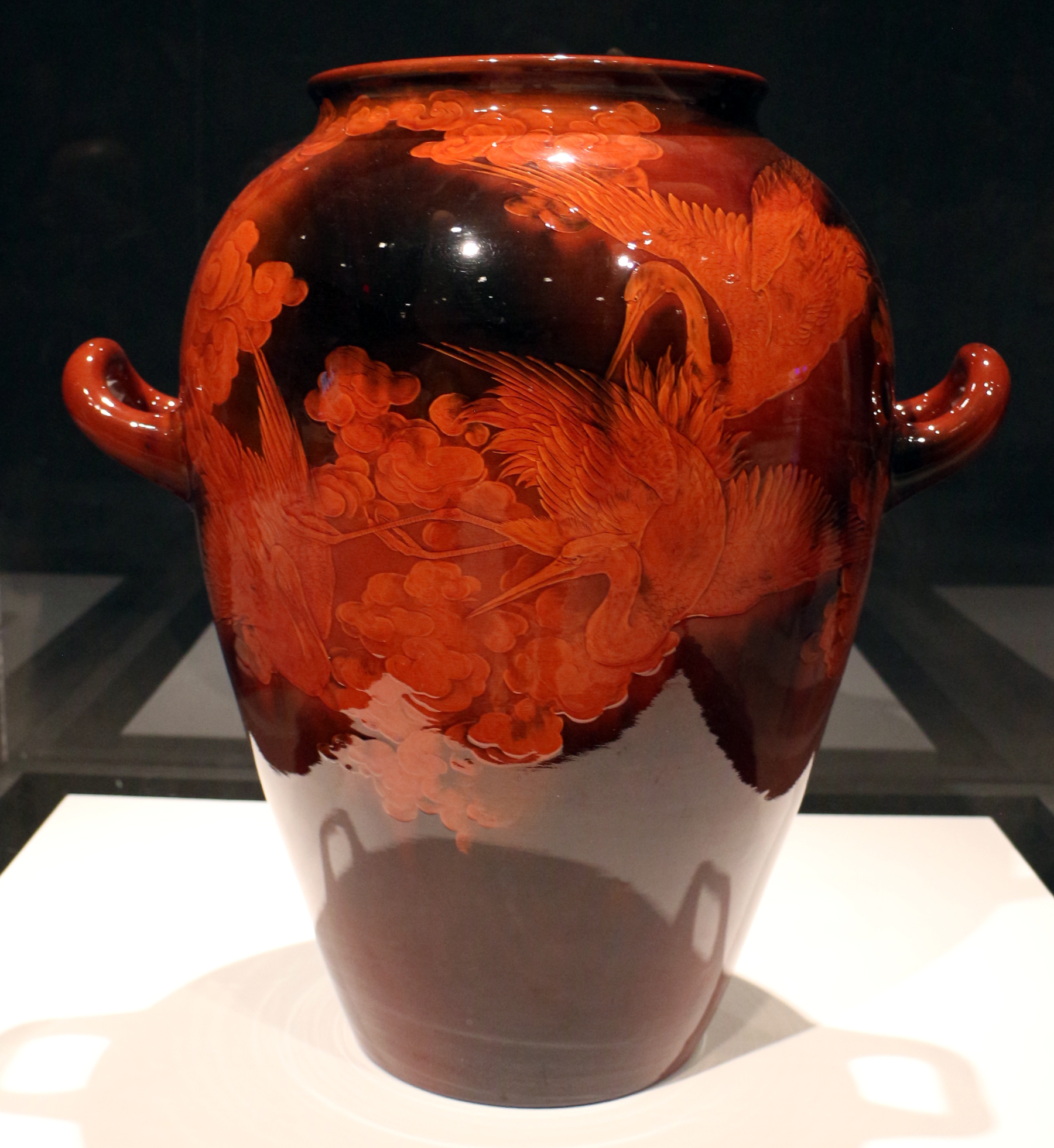
Albert Valentien für die Rookwood Pottery Company, Vase, 1893. Cincinnati Art Museum

Albert Robert Valentien (* 11. Mai 1862 in Cincinnati, Ohio; † 5. August 1925 in San Diego, Kalifornien) war ein US-amerikanischer Maler, Illustrator und Keramikkünstler. Bekannt wurde er als Leiter der Dekorationsabteilung der Rookwood Pottery Company und durch seine Aquarelle der kalifornischen Flora.

## Leben
Albert Valentien wurde als Sohn von Anna Marie Wolter und Frederick Valentine geboren. Er studierte an der School of Design der University of Cincinnati, der späteren Art Academy of Cincinnati, unter anderem bei Thomas S. Noble und Frank Duveneck. Zusammen mit seinem Kommilitonen John Rettig erlernte er die Porzellandekoration und spezialisierte sich bei T. J. Wheatley auf die Unterglasurtechnik. Mit 19 Jahren wurde er bei der Rookwood Pottery in Cincinnati angestellt, wo er später Chefdekorateur wurde und insgesamt 24 Jahre blieb. 1884 trat die Künstlerin und Bildhauerin Anna Marie Bookprinter in die Firma ein und heiratete drei Jahre später Albert Valentien. 1899 reisten beide im Auftrag von Rookwood nach Europa, um ihre künstlerische Ausbildung zu vertiefen und die Präsentation der Manufaktur auf der Pariser Weltausstellung vorzubereiten. Während eines Aufenthalts im Schwarzwald begann Valentien Wildblumen zu malen.

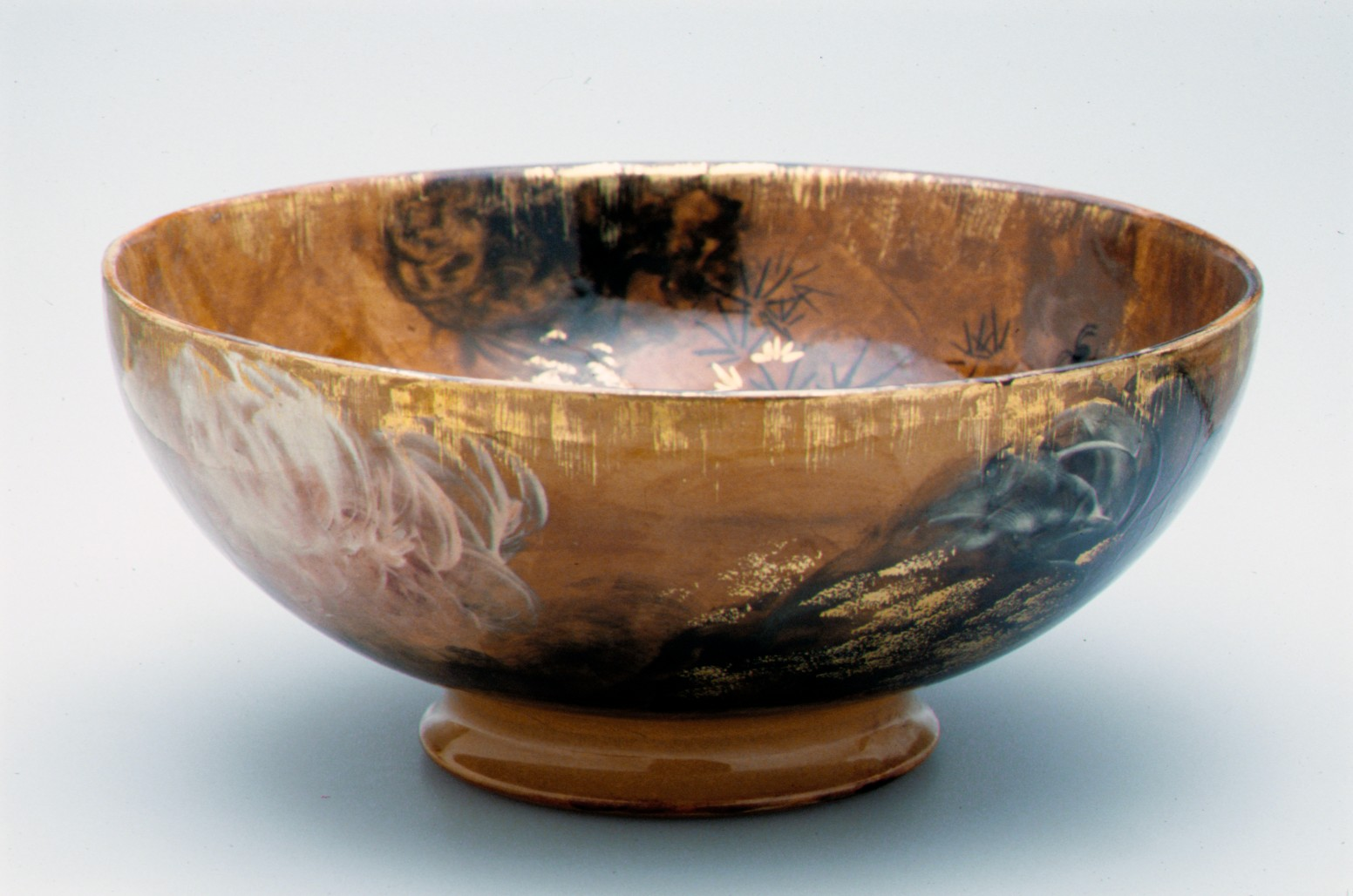
Albert Valentien: Bowl, 1882. Metropolitan Museum of Art

1903 reisten Albert und Anna Valentien nach Kalifornien, um Annas Bruder in der Nähe von San Diego zu besuchen. Inspiriert von der Vielfalt der dortigen Flora malte Albert Valentien innerhalb von acht Monaten etwa 150 Pflanzenarten. Das Paar beschloss, Rookwood zu verlassen und ließ sich 1908 dauerhaft in San Diego nieder. Im selben Jahr erhielt Albert Valentien von der Philanthropin Ellen Browning Scripps den Auftrag, die gesamte Pflanzenwelt Kaliforniens zu malen. In den folgenden zehn Jahren bereiste er den gesamten Bundesstaat von der mexikanischen Grenze bis zur Nordküste und dokumentierte die Flora in verschiedenen Ökosystemen wie Wüsten, Gebirgen, Flusstälern, Canyons, Stränden und Salzmarschen. Bis 1918 fertigte Valentien 1094 Blätter an, auf denen insgesamt rund 1500 Pflanzenarten abgebildet sind. Neben Wildblumen widmete er sich auch Bäumen, Gräsern und Farnen. Seine botanischen Illustrationen zeichnen sich durch hohe wissenschaftliche Genauigkeit und lebendige Ausstrahlung aus.

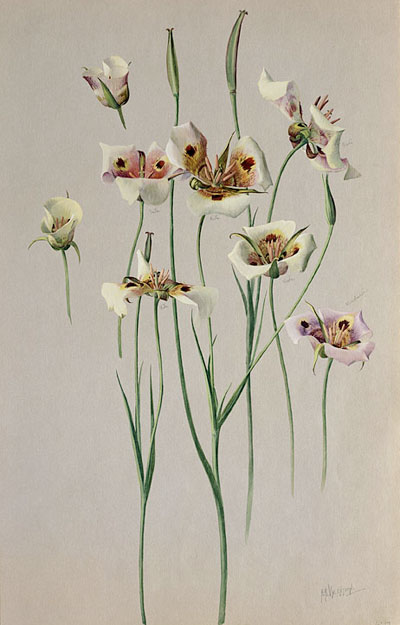
Albert Valentien: Calochortus venustus. San Diego Natural History Museum

Obwohl Albert Valentien davon ausging, dass seine Arbeit veröffentlicht werden würde, entschied Scripps, dass eine Veröffentlichung zu teuer sei. Eine Veröffentlichung des Gesamtwerks kam daher zu seinen Lebzeiten nicht mehr zustande. Obwohl das geplante Kompendium nicht veröffentlicht wurde, übergab Scripps’ Nachlass 1933 insgesamt 1094 seiner Werke dem San Diego Natural History Museum. In seinen letzten Lebensjahren wandte sich Valentien verstärkt der Landschaftsmalerei zu. Er starb 1925 unerwartet an einem Herzinfarkt.
Albert Valentiens keramische Werke sind in zahlreichen renommierten Museen vertreten, darunter das Victoria and Albert Museum (London), das Designmuseum Danmark (Kopenhagen) und das Musée National de Céramique (Sèvres). Für seine Arbeiten bei Rookwood wurde er 1900 auf der Weltausstellung in Paris mit einer Goldmedaille ausgezeichnet.